# Tournoi de tennis de Chengdu (Challenger)
Ne doit pas être confondu avec Tournoi de tennis de Chengdu.
L'International Challenger Chengdu est un tournoi international de tennis masculin du circuit professionnel Challenger. Il a lieu tous les ans au mois de juillet à Chengdu, en Chine. Il a été créé en 2016 et se joue sur dur en extérieur et il fait partie de l'USTA Pro Circuit Wild Card Challenge qui permet de déterminer quel joueur américain obtient l'invitation pour disputer l'US Open.

## Palmarès messieurs

### Simple
| Année | Vainqueur   | Finaliste             | Score        |
| ----- | ----------- | --------------------- | ------------ |
| 2016  | Jason Jung  | Rubén Ramírez Hidalgo | 6-4, 6-2     |
| 2017  | Lu Yen-hsun | Evgeny Donskoy        | 6-3, 6-4     |
| 2018  | Zhang Ze    | Henri Laaksonen       | 2-6, 5-2 ab. |
| 2019  | Chung Hyeon | Yuichi Sugita         | 6-4, 6-3     |

### Double
| Année | Vainqueurs                      | Finalistes                      | Score             |
| ----- | ------------------------------- | ------------------------------- | ----------------- |
| 2016  | Gong Maoxin Zhang Ze            | Gao Xin Li Zhe                  | 6-3, 4-6, [13-11] |
| 2017  | N. Sriram Balaji Vishnu Vardhan | Hsieh Cheng-peng Peng Hsien-yin | 6-3, 6-4          |
| 2018  | Gong Maoxin Zhang Ze            | Mikhail Elgin Yaraslav Shyla    | 6-4, 6-4          |
| 2019  | Arjun Kadhe Saketh Mineni       | Nam Ji-sung Song Min-kyu        | 6-3, 0-6, [10-6]  |